# Victoria Line
| Linienfarbe:    | Hellblau               |
| Eröffnungsjahr: | 1968                   |
| Linientyp:      | Röhrenbahn             |
| Stationen:      | 16                     |
| Länge:          | 22,5 km                |
| Depot:          | Northumberland Park    |
| Fahrgäste:      | 199.988.000 (jährlich) |

Die Victoria Line ist eine U-Bahn-Linie der London Underground. Sie gehört zu den neueren Kleinprofil-Linien (Röhrenbahn), ist 22,5 km lang und hat 16 Stationen. Auf dem Liniennetzplan ist die Linie hellblau dargestellt. Es ist die erste Strecke, die im Bereich der Londoner Innenstadt nach 1915 gebaut wurde.

## Geschichte
Nach Ende des Zweiten Weltkriegs gab es Planungen des London Passenger Transport Board (LPTB) zu einer neuen U-Bahn-Strecke durch die Londoner Innenstadt. Die als „Route C“ diskutierte Strecke wurde 1948 von der British Transport Commission ausgewählt und der Nachfolge-Organisation der LPTB London Transport Executive (LTE) zur weiteren Planung übergeben. Sie sollte die nordöstlichen Vororte mit der westlichen Innenstadt verbinden, auf ihrem Streckenverlauf sollte sie wichtige Umsteigepunkte und vier der Londoner Hauptbahnhöfe (Kings Cross, St. Pancras, Euston und Victoria) bedienen.
Aufgrund fehlender finanzieller Mittel zogen sich die weiteren Planungen bis zum Ende der 1950er Jahre hin. 1959 wurde eine Million GBP bereitgestellt, um zwischen Finsbury Park und Seven Sisters ein Tunnelpaar zu bauen, wobei neue Tunnel-Baumethoden erprobt werden sollten. Nach der Baugenehmigung für die 10½-Meilen lange Strecke zwischen Walthamstow und Victoria im August 1962 begannen erste Vorarbeiten einen Monat später, die Hauptarbeiten starteten Anfang 1963. Die weitere 3½-Meilen lange Strecke unter der Themse hindurch bis Brixton wurde 1967 genehmigt.

## Bau der Strecke
Die Victoria Line verläuft vollständig in zwei getrennten Röhrentunneln (ausgenommen die fast zwei Kilometer lange Zufahrt zur Betriebswerkstatt Northumberland Park bei Seven Sisters). Die Strecke verläuft von Walthamstow im Nordosten nach Brixton im Süden. Sie wurde zwischen 1968 und 1971 eröffnet, um andere Linien (insbesondere die Piccadilly Line) zu entlasten. Die Streckenführung wurde so gewählt, dass an möglichst vielen Stellen Umsteigemöglichkeiten entstanden (tatsächlich hat nur die Station Pimlico keinen Übergang zu anderen Schienenverkehrsmitteln). In den Stationen King’s Cross St. Pancras, Oxford Circus und Green Park baute man die Verteilerebenen um oder errichtete sie komplett neu. Der Abstand zwischen den einzelnen Stationen ist im Vergleich zu anderen Linien relativ groß, was eine höhere durchschnittliche Reisegeschwindigkeit erlaubt. Sie ist eine von nur zwei Linien, deren Strecke komplett im Tunnel verläuft.

## Gestaltung der Stationen
Die Stationen der Victoria Line sind unterschiedlich gestaltet. An den Wänden sind die Fliesen so angeordnet, dass sie jeweils ein Symbol darstellen, das auf die nähere Umgebung der Station hinweist.
Beispiele von Symbolen:
- Blackhorse Road: Schwarzes Pferd (black horse) auf weißem Grund
- Brixton: Eine Tonne von Backsteinen (ton of bricks)
- Euston: Der frühere Portikus Euston Arch, dem Eingang des ehemaligen Empfangsgebäudes bis 1962
- Finsbury Park: Zwei gekreuzte Duellpistolen; im Finsbury Park wurden früher Duelle zwischen Edelmännern ausgetragen
- Green Park: Darstellung von Laub, das auf den nahe gelegenen Green Park hinweist
- King’s Cross St. Pancras: Fünf Kronen, die kreuzförmig angeordnet sind (Königskreuz)
- Pimlico: Gelbe Punkte, ein Beispiel von Moderne Kunst; in Pimlico liegt Londons Moderne Kunstgalerie, die Tate Britain
- Vauxhall: Die Tore der früheren Vauxhall Gardens
- Victoria: Das Profil von Königin Victoria, wie es z. B. auf der weltweit ersten Briefmarke, der One Penny Black, abgebildet ist
- Seven Sisters: Sieben Bäume, die gemeinhin als Seven Sisters bezeichnet wurden.
- Walthamstow Central: Ein von dem in Walthamstow geborenen Künstler William Morris entworfenes Muster
- Warren Street: Warren ist eine veraltete englische Bezeichnung für Labyrinth. Daher ist an den Wänden ein kompliziertes Muster eines Irrgartens zu finden. Fahrgäste, die etwas Zeit übrig haben, finden nach ein paar Minuten die Lösung.

## Fahrzeuge
Die Victoria Line ist die erste halbautomatisch betriebene Bahnlinie der Welt. Ab Eröffnung der Strecke wurden die damals neuen 1967-Tube-Stock-Züge mit Automatic Train Operation (ATO / automatisierter Fahrbetrieb) eingesetzt. Der Zugführer gibt nur noch durch Knopfdruck den Abfahrauftrag, dann fährt der Zug automatisch gesteuert zur nächsten Station und bremst dort punktgenau. Die Öffnung der Türen erfolgt allerdings durch den Fahrer; es gibt keinen Mechanismus, der das Öffnen der Tür auf der falschen Seite verhindert, was 2009 zu einem Unfall, Maßregelung des Fahrers und einem Streik am 22. April führte. Die 1967-Tube-Stock-Züge wurden von 2010 bis 2011 durch neue Züge des 2009 Tube Stock ersetzt, der seit Juli 2011 den Betrieb der Victoria Line vollständig übernommen hat. Dieser Typ ist länger, bietet mehr Stehplatz-Raum und ist in jedem Abteil mit CCTV-Kameras ausgestattet. Er wurde von Bombardier in Derby hergestellt. Die Züge sind im Northumberland Park Depot untergebracht.

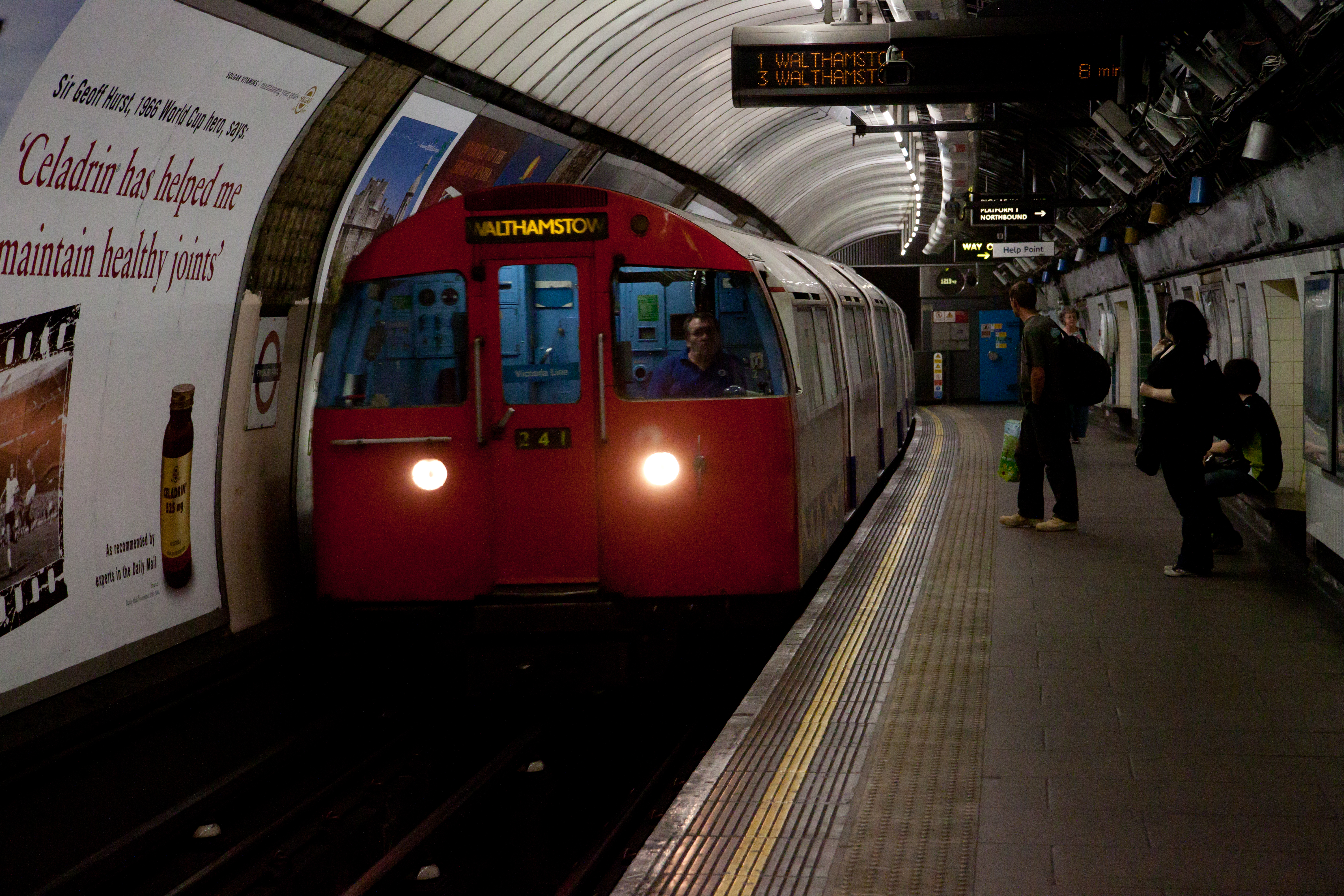
Zug des 1967 Tube Stock an der Station Finsbury Park
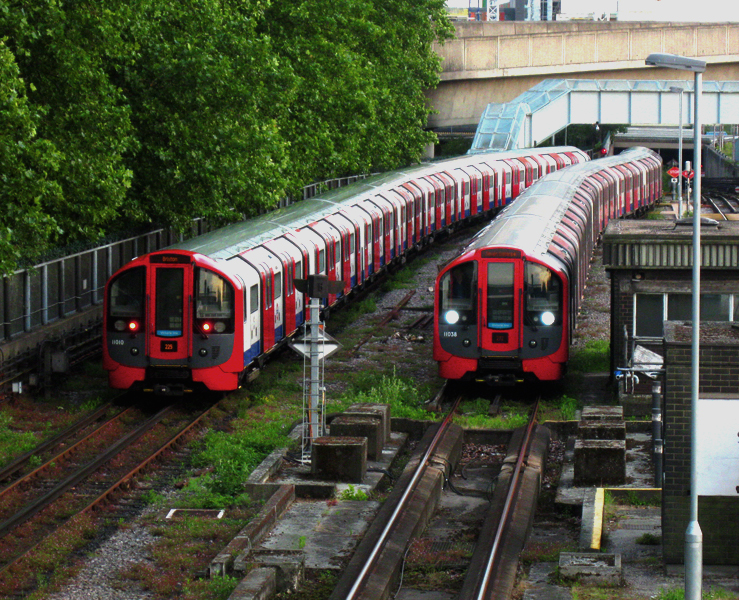
2009 Tube Stock im Northumberland Park Depot

## Streckenführung
| \| \| \| Walthamstow Central \| \| \| \| \| Blackhorse Road \| \| \| \| \| Northumberland Park Depot \| \| \| \| \| Tottenham Hale \| \| \| \| \| \| \| \| \| \| Seven Sisters \| \| \| \| \| Finsbury Park Piccadilly \| \| \| \| \| Highbury & Islington \| \| \| \| \| King’s Cross St. Pancras Circle Hammersmith & City Metropolitan Northern Piccadilly \| \| \| \| \| Euston Northern \| \| \| \| \| Warren Street Northern \| \| \| \| \| Oxford Circus Bakerloo Central \| \| \| \| \| Green Park Jubilee Piccadilly \| \| \| \| \| Victoria Circle District \| \| \| \| \| Pimlico \| \| \| \| \| Vauxhall \| \| \| \| \| Stockwell Northern \| \| \| \| \| Brixton \| \| |  |                                                                                     |                                                                                     |
| U-Bahn-Kopfbahnhof Streckenanfang (im Tunnel) |  | Walthamstow Central                                                                 | Walthamstow Central                                                                 |
| U-Bahn-Haltepunkt / Haltestelle (im Tunnel) |  | Blackhorse Road                                                                     | Blackhorse Road                                                                     |
| U-Bahn-Strecke (im Tunnel) · U-Bahn-Betriebs-/Güterbahnhof Streckenanfang |  | Northumberland Park Depot                                                           | Northumberland Park Depot                                                           |
| U-Bahn-Bahnhof (im Tunnel) · U-Bahn-Tunnelanfang |  | Tottenham Hale                                                                      | Tottenham Hale                                                                      |
| U-Bahn-Abzweig geradeaus und von links (im Tunnel) · U-Bahn-Strecke nach rechts (im Tunnel) |  |                                                                                     |                                                                                     |
| U-Bahn-Haltepunkt / Haltestelle (im Tunnel) |  | Seven Sisters                                                                       | Seven Sisters                                                                       |
| U-Bahn-Bahnhof (im Tunnel) |  | Finsbury Park Piccadilly                                                            | Finsbury Park Piccadilly                                                            |
| U-Bahn-Haltepunkt / Haltestelle (im Tunnel) |  | Highbury & Islington                                                                | Highbury & Islington                                                                |
| U-Bahn-Haltepunkt / Haltestelle (im Tunnel) |  | King’s Cross St. Pancras Circle Hammersmith & City Metropolitan Northern Piccadilly | King’s Cross St. Pancras Circle Hammersmith & City Metropolitan Northern Piccadilly |
| U-Bahn-Haltepunkt / Haltestelle (im Tunnel) |  | Euston Northern                                                                     | Euston Northern                                                                     |
| U-Bahn-Haltepunkt / Haltestelle (im Tunnel) |  | Warren Street Northern                                                              | Warren Street Northern                                                              |
| U-Bahn-Haltepunkt / Haltestelle (im Tunnel) |  | Oxford Circus Bakerloo Central                                                      | Oxford Circus Bakerloo Central                                                      |
| U-Bahn-Haltepunkt / Haltestelle (im Tunnel) |  | Green Park Jubilee Piccadilly                                                       | Green Park Jubilee Piccadilly                                                       |
| U-Bahn-Haltepunkt / Haltestelle (im Tunnel) |  | Victoria Circle District                                                            | Victoria Circle District                                                            |
| U-Bahn-Haltepunkt / Haltestelle (im Tunnel) |  | Pimlico                                                                             | Pimlico                                                                             |
| U-Bahn-Haltepunkt / Haltestelle (im Tunnel) |  | Vauxhall                                                                            | Vauxhall                                                                            |
| U-Bahn-Haltepunkt / Haltestelle (im Tunnel) |  | Stockwell Northern                                                                  | Stockwell Northern                                                                  |
| U-Bahn-Kopfbahnhof Streckenende (im Tunnel) |  | Brixton                                                                             | Brixton                                                                             |

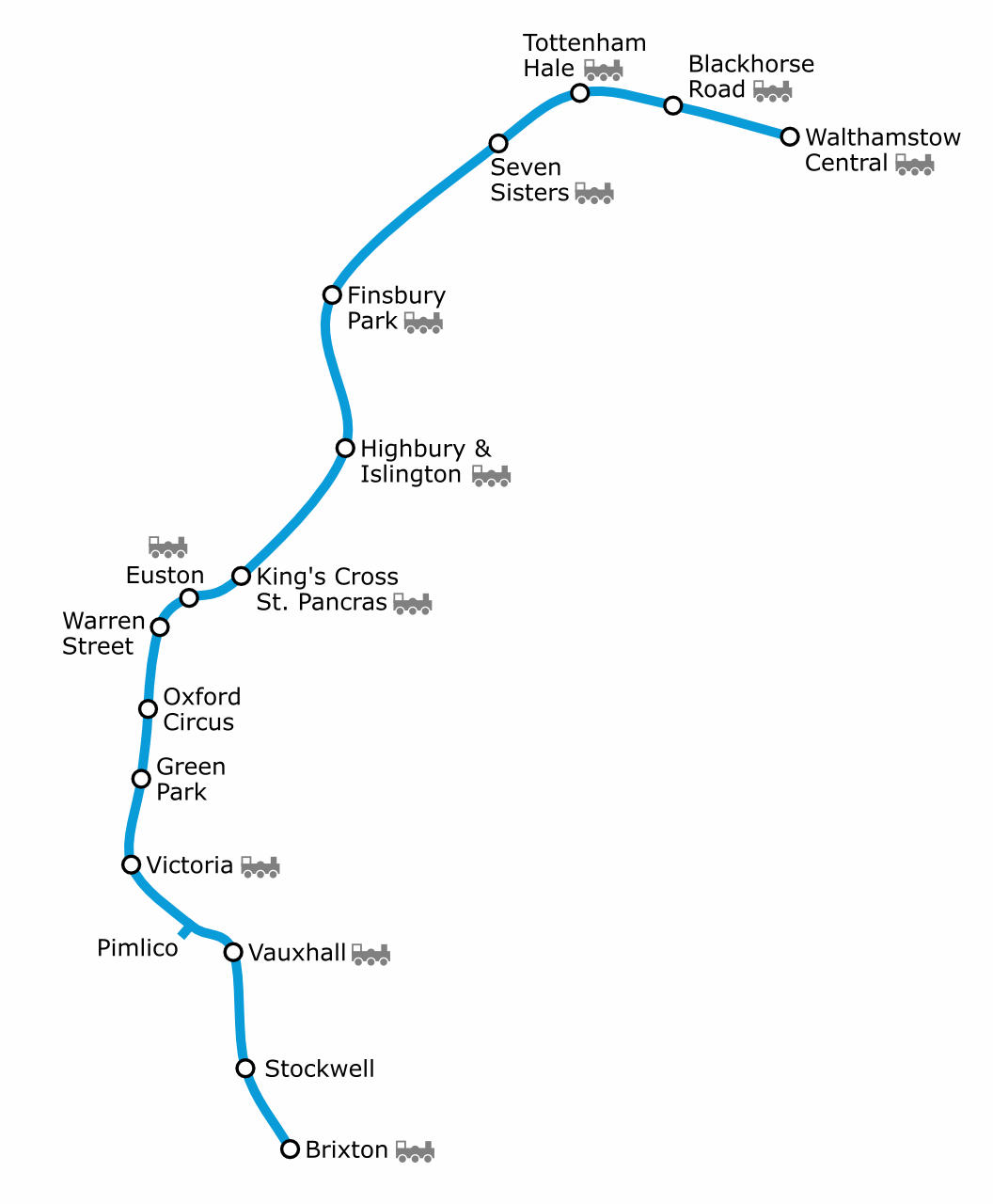
Streckenplan der Victoria Line

Nachfolgend die Stationen von Nord nach Süd mit ihren Eröffnungsdaten:
- Walthamstow Central – eröffnet am 1. September 1968
- Blackhorse Road – eröffnet am 1. September 1968
- Tottenham Hale – eröffnet am 1. September 1968
- Seven Sisters – eröffnet am 1. September 1968
- Finsbury Park – eröffnet am 1. September 1968
- Highbury & Islington – eröffnet am 1. September 1968
- King’s Cross St. Pancras – eröffnet am 1. Dezember 1968
- Euston – eröffnet am 1. Dezember 1968
- Warren Street – eröffnet am 1. Dezember 1968
- Oxford Circus – eröffnet am 7. März 1969
- Green Park – eröffnet am 7. März 1969
- Victoria – eröffnet am 7. März 1969
- Pimlico – eröffnet am 14. September 1972
- Vauxhall – eröffnet am 23. Juli 1971
- Stockwell – eröffnet am 23. Juli 1971
- Brixton – eröffnet am 23. Juli 1971

## Weiterer Ausbau
Bis 2010 wurden das Streckennetz und die Signalanlagen teilweise erneuert, um einen schnelleren Betrieb auf der Strecke zu ermöglichen. Dafür wurde die Strecke von Mitte 2004 bis zum 20. November 2008 jede Nacht gesperrt, um sie zu überarbeiten. In dieser Zeit gab es Schienenersatzverkehr zwischen Finsbury Park und Walthamstow Central sowie zwischen Victoria und Brixton. Dabei wurde unter anderem auch der Bahnhof Victoria umgebaut, so dass es nun mehr Zugänge gibt und der Haupteingang entlastet wird. Seit 2009 werden auf der Victoria Line neue Züge eingesetzt.